# Ashu Kasim

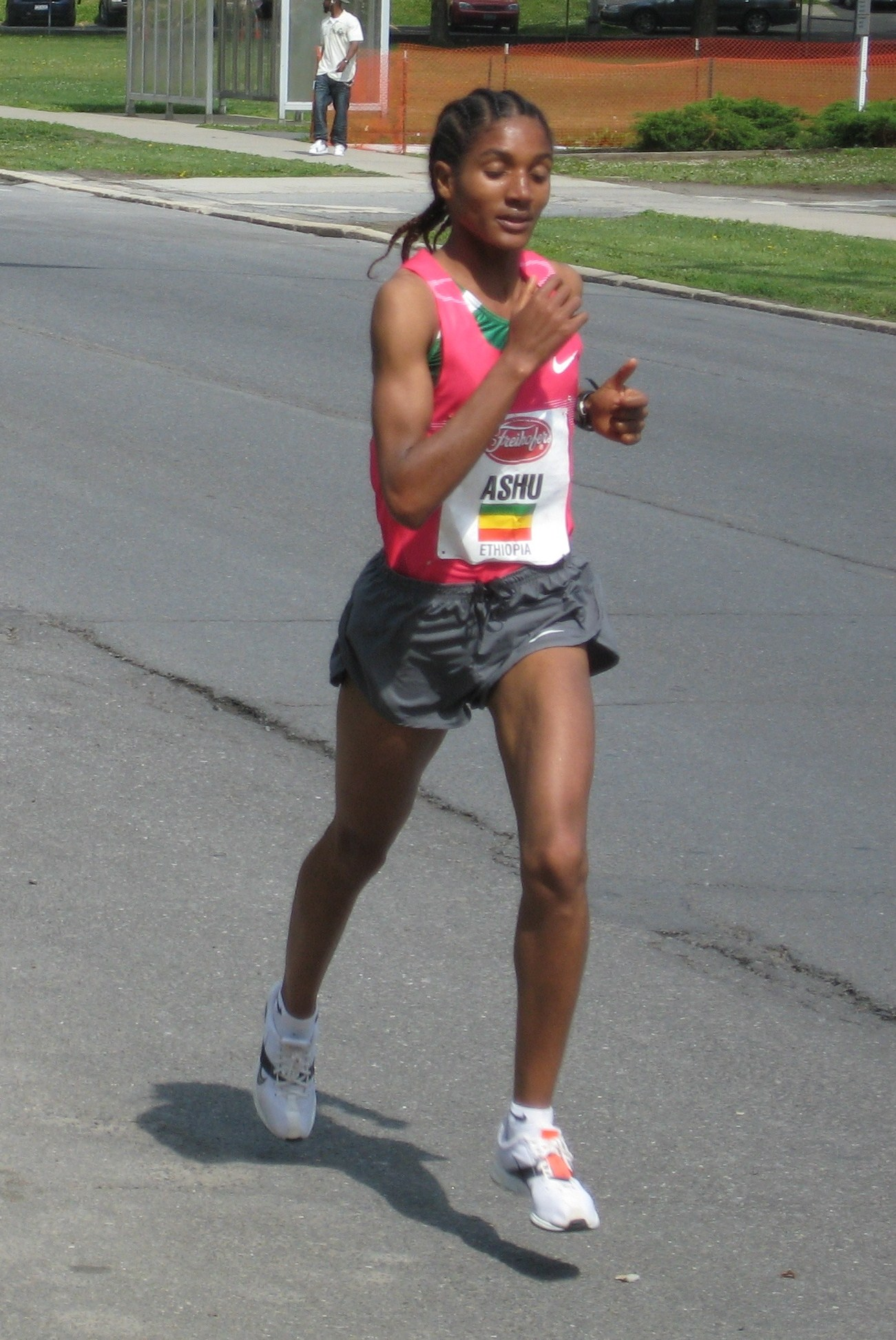
Ashu Kasim beim Freihofer’s Run for Women 2009

Ashu Kasim (* 20. Oktober 1984) ist eine äthiopische Langstreckenläuferin.
2003 belegte sie bei den Halbmarathon-Weltmeisterschaften in Vilamoura den 47. Platz. 2006 kam sie bei den Straßenlauf-Weltmeisterschaften in Debrecen auf Platz 17 und gewann mit der äthiopischen Mannschaft Silber.
2007 wurde sie bei den Panafrikanischen Spielen in Algier Vierte über 10.000 m, Sechste beim Philadelphia-Halbmarathon und Zweite beim 15-km-Lauf des Istanbul-Marathons, und im Jahr darauf Fünfte beim Delhi-Halbmarathon.
2009 wechselte sie nach einem elften Platz beim RAK-Halbmarathon auf die 42,195-km-Distanz. Beim Paris-Marathon wurde sie Vierte und beim Istanbul-Marathon Zweite. 2010 wurde sie zunächst Fünfte beim Los-Angeles-Marathon und Dritte beim Prag-Marathon und stellte dann beim Istanbul-Marathon einen Streckenrekord auf.

## Persönliche Bestzeiten
- 1500 m: 4:14,03 min, 1. Juni 2007, Dessau
- 3000 m: 9:02,43 min, 7. Juni 2005, Huelva
- 5000 m: 15:32,33 min, 29. Mai 2007, Belgrad
- 10.000 m: 31:46,05 min, 17. Mai 2007, Utrecht
- Halbmarathon: 1:10:05 h, 20. Februar 2009, Ra’s al-Chaima
- Marathon: 2:25:49 h, 5. April 2009, Paris